# UCI ProSeries 2021
L'UCI ProSeries 2021 è la seconda edizione dell'UCI ProSeries. Il suo calendario è composto da 51 corse (gli ex 1.HC e 2.HC), che si tengono dall'11 febbraio al 16 ottobre 2021 in Europa, America ed Asia.
Durante tutta la stagione, i punti vengono assegnati ai corridori in base ai piazzamenti nelle classifiche finali di ciascuna prova e alla tipologia della stessa; in caso di corse a tappe, si attribuiscono punti anche per i piazzamenti di ogni tappa e per i giorni in maglia di leader.
La classificazione UCI è la seguente:
- corse a tappe: 2.HC (ora 2.Pro);
- corse di un giorno: 1.HC (ora 1.Pro).

## Calendario

### Gennaio
| Data  | Prova             | Cat.  | Vincitore                             | Squadra                               |
| ----- | ----------------- | ----- | ------------------------------------- | ------------------------------------- |
| 24-31 | Vuelta a San Juan | 2.Pro | annullata per la Pandemia di COVID-19 | annullata per la Pandemia di COVID-19 |
| 30-6  | Tour de Langkawi  | 2.Pro | annullata per la Pandemia di COVID-19 | annullata per la Pandemia di COVID-19 |

### Febbraio
| Data  | Prova                          | Cat.  | Vincitore                             | Squadra                               |
| ----- | ------------------------------ | ----- | ------------------------------------- | ------------------------------------- |
| 9-14  | Tour of Oman                   | 2.Pro | annullata per la Pandemia di COVID-19 | annullata per la Pandemia di COVID-19 |
| 11-14 | Tour de la Provence (2021)     | 2.Pro | Iván Sosa                             | Ineos Grenadiers                      |
| 14    | Clásica de Almería (2021)      | 1.Pro | Giacomo Nizzolo                       | Team Qhubeka Assos                    |
| 27    | Ardèche Classic (2021)         | 1.Pro | David Gaudu                           | Groupama-FDJ                          |
| 28    | Drôme Classic (2021)           | 1.Pro | Andrea Bagioli                        | Deceuninck-Quick Step                 |
| 28    | Kuurne-Bruxelles-Kuurne (2021) | 1.Pro | Mads Pedersen                         | Trek-Segafredo                        |

### Marzo
| Data | Prova                                      | Cat.  | Vincitore         | Squadra               |
| ---- | ------------------------------------------ | ----- | ----------------- | --------------------- |
| 3    | Trofeo Laigueglia (2021)                   | 1.Pro | Bauke Mollema     | Trek-Segafredo        |
| 7    | Gran Premio Industria e Artigianato (2021) | 1.Pro | Mauri Vansevenant | Deceuninck-Quick Step |
| 17   | Nokere Koerse (2021)                       | 1.Pro | Ludovic Robeet    | Bingoal WB            |
| 19   | Bredene Koksijde Classic (2021)            | 1.Pro | Tim Merlier       | Alpecin-Fenix         |

### Aprile
| Data  | Prova                                      | Cat.  | Vincitore                             | Squadra                               |
| ----- | ------------------------------------------ | ----- | ------------------------------------- | ------------------------------------- |
| 3     | Gran Premio Miguel Indurain (2021)         | 1.Pro | Alejandro Valverde                    | Movistar Team                         |
| 7     | Scheldeprijs (2021)                        | 1.Pro | Jasper Philipsen                      | Alpecin-Fenix                         |
| 11-18 | Presidential Cycling Tour of Turkey (2021) | 2.Pro | José Manuel Díaz                      | Delko                                 |
| 14    | Freccia del Brabante (2021)                | 1.Pro | Thomas Pidcock                        | Ineos Grenadiers                      |
| 14-18 | Volta a la Comunitat Valenciana (2021)     | 2.Pro | Stefan Küng                           | Groupama-FDJ                          |
| 19-23 | Tour of the Alps (2021)                    | 2.Pro | Simon Yates                           | Team BikeExchange                     |
| 29-2  | Tour de Yorkshire                          | 2.Pro | annullata per la Pandemia di COVID-19 | annullata per la Pandemia di COVID-19 |

### Maggio
| Data  | Prova                        | Cat.  | Vincitore                             | Squadra                               |
| ----- | ---------------------------- | ----- | ------------------------------------- | ------------------------------------- |
| 4-9   | Quatre Jours de Dunkerque    | 2.Pro | annullata per la Pandemia di COVID-19 | annullata per la Pandemia di COVID-19 |
| 5-9   | Volta ao Algarve (2021)      | 2.Pro | João Rodrigues                        | W52/FC Porto                          |
| 16    | Tro-Bro Léon (2021)          | 1.Pro | Connor Swift                          | Team Arkéa-Samsic                     |
| 18-22 | Vuelta a Andalucía (2021)    | 2.Pro | Miguel Ángel López                    | Movistar Team                         |
| 27-30 | Boucles de la Mayenne (2021) | 2.Pro | Arnaud Démare                         | Groupama-FDJ                          |

### Giugno
| Data | Prova                          | Cat.  | Vincitore                             | Squadra                               |
| ---- | ------------------------------ | ----- | ------------------------------------- | ------------------------------------- |
| 5    | Dwars door het Hageland (2021) | 1.Pro | Rasmus Tiller                         | Uno-X Pro Cycling Team                |
| 9-13 | Giro del Belgio (2021)         | 2.Pro | Remco Evenepoel                       | Deceuninck-Quick Step                 |
| 9-13 | Ster Toer                      | 2.Pro | annullata per la Pandemia di COVID-19 | annullata per la Pandemia di COVID-19 |
| 9-13 | Tour of Slovenia (2021)        | 2.Pro | Tadej Pogačar                         | UAE Team Emirates                     |

### Luglio
| Data  | Prova                   | Cat.  | Vincitore                             | Squadra                               |
| ----- | ----------------------- | ----- | ------------------------------------- | ------------------------------------- |
| 20-24 | Tour de Wallonie (2021) | 2.Pro | Quinn Simmons                         | Trek-Segafredo                        |
| 26-1° | Tour of Utah            | 2.Pro | annullata per la Pandemia di COVID-19 | annullata per la Pandemia di COVID-19 |

### Agosto
| Data  | Prova                           | Cat.  | Vincitore                             | Squadra                               |
| ----- | ------------------------------- | ----- | ------------------------------------- | ------------------------------------- |
| 1°-4  | Österreich-Rundfahrt            | 2.Pro | annullata per la Pandemia di COVID-19 | annullata per la Pandemia di COVID-19 |
| 3-7   | Vuelta a Burgos (2021)          | 2.Pro | Mikel Landa                           | Bahrain Victorious                    |
| 5-8   | Arctic Race of Norway (2021)    | 2.Pro | Ben Hermans                           | Israel Start-Up Nation                |
| 10-14 | Post Danmark Rundt (2021)       | 2.Pro | Remco Evenepoel                       | Deceuninck-Quick Step                 |
| 19-22 | Tour of Norway (2021)           | 2.Pro | Ethan Hayter                          | Ineos Grenadiers                      |
| 26-29 | Deutschland Tour (2021)         | 2.Pro | Nils Politt                           | Bora-Hansgrohe                        |
| 28    | Brussels Cycling Classic (2021) | 1.Pro | Remco Evenepoel                       | Deceuninck-Quick Step                 |

### Settembre
| Data  | Prova                          | Cat.  | Vincitore                             | Squadra                               |
| ----- | ------------------------------ | ----- | ------------------------------------- | ------------------------------------- |
| 5     | Maryland Cycling Classic       | 1.Pro | annullata per la Pandemia di COVID-19 | annullata per la Pandemia di COVID-19 |
| 5-12  | Tour of Britain (2021)         | 2.Pro | Wout Van Aert                         | Jumbo-Visma                           |
| 12    | Grand Prix de Fourmies (2021)  | 1.Pro | Elia Viviani                          | Cofidis                               |
| 14-18 | Tour de Luxembourg (2021)      | 2.Pro | João Almeida                          | Deceuninck-Quick Step                 |
| 15    | Grand Prix de Wallonie (2021)  | 1.Pro | Christophe Laporte                    | Cofidis                               |
| 16    | Coppa Sabatini (2021)          | 1.Pro | Michael Valgren                       | EF Education-Nippo                    |
| 18    | Primus Classic (2021)          | 1.Pro | Florian Sénéchal                      | Deceuninck-Quick Step                 |
| 21    | Grand Prix de Denain (2021)    | 1.Pro | Jasper Philipsen                      | Alpecin-Fenix                         |
| 29    | Tour de l'Eurométropole (2021) | 1.Pro | Fabio Jakobsen                        | Deceuninck-Quick Step                 |

### Ottobre
| Data | Prova                              | Cat.  | Vincitore                             | Squadra                               |
| ---- | ---------------------------------- | ----- | ------------------------------------- | ------------------------------------- |
| 2    | Giro dell'Emilia (2021)            | 1.Pro | Primož Roglič                         | Jumbo-Visma                           |
| 3    | Sparkassen Münsterland Giro (2021) | 1.Pro | Mark Cavendish                        | Deceuninck-Quick Step                 |
| 4    | Coppa Bernocchi (2021)             | 1.Pro | Remco Evenepoel                       | Deceuninck-Quick Step                 |
| 5    | Tre Valli Varesine (2021)          | 1.Pro | Alessandro De Marchi                  | Israel Start-Up Nation                |
| 6    | Milano-Torino (2021)               | 1.Pro | Primož Roglič                         | Jumbo-Visma                           |
| 7    | Gran Piemonte (2021)               | 1.Pro | Matthew Walls                         | Bora-Hansgrohe                        |
| 10   | Parigi-Tours (2021)                | 1.Pro | Arnaud Démare                         | Groupama-FDJ                          |
| 16   | Grand Prix du Morbihan (2021)      | 1.Pro | Arne Marit                            | Sport Vlaanderen-Baloise              |
| 17   | Japan Cup                          | 1.Pro | annullata per la Pandemia di COVID-19 | annullata per la Pandemia di COVID-19 |